# 圓柱內切球體

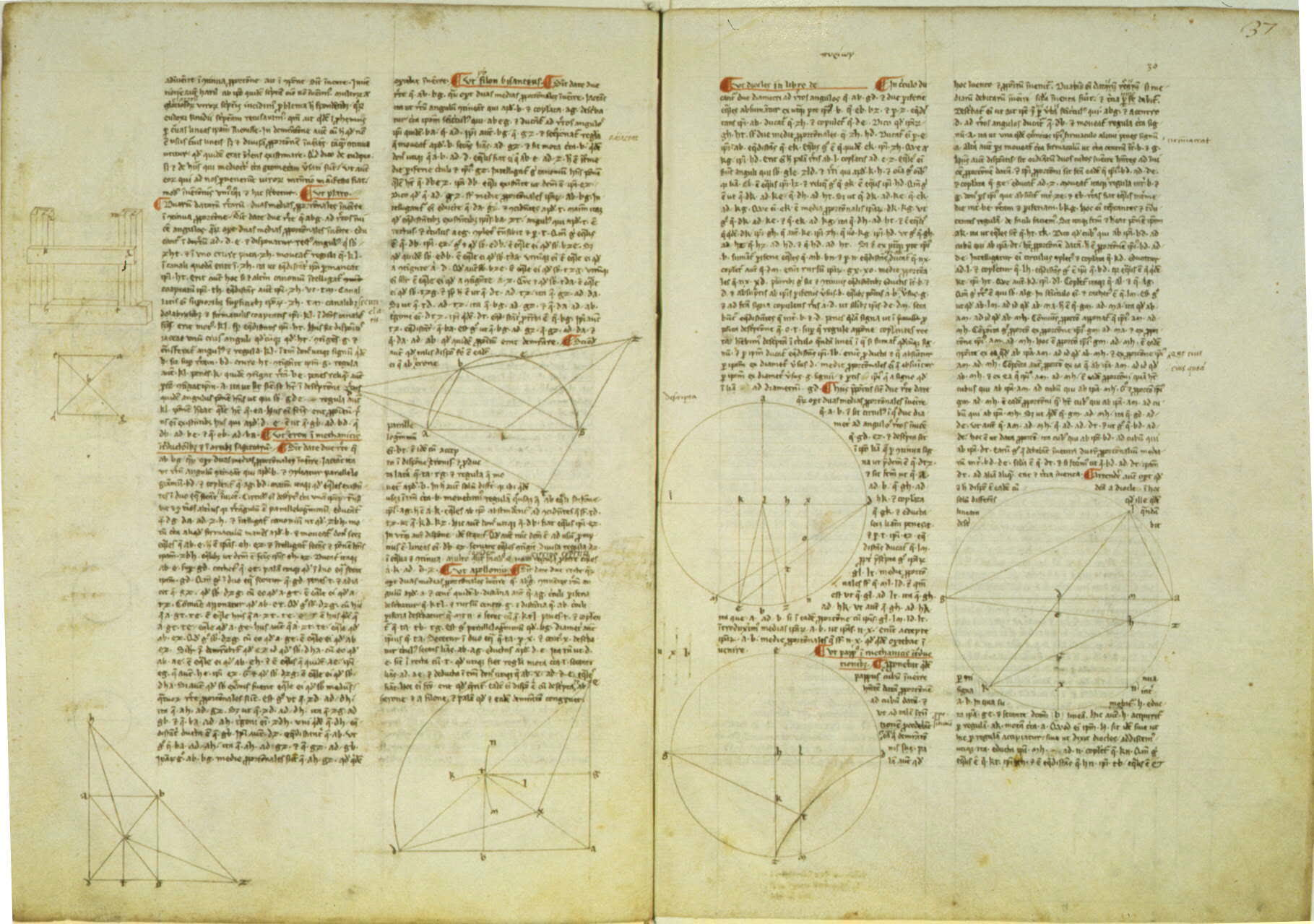
阿基米德关于圆柱内切球体的著作。

圓柱內切球體是由古希腊著名数学家及科学家阿基米德创立，圆柱容球可得出圆柱体表面积，并且还可以同时将球体表面积巧妙得出。

## 历史
古希腊著名的数学家阿基米德（Archimedes）是史上杰出的数学家。按照他生前遗愿，他墓碑刻了“圆柱容球”的几何图形（义即刻出一个二维的模型图）。
阿基米德是城防者，他挡住许多罗马军队的攻击，但最后在叙拉古城庆祝节日时罗马军队还是乘防守疏忽之机闯入。
当罗马军队冲进城时，玛尔凯路曾下令不要杀害这位伟大的物理学家。可是那时，阿基米德正在他的实验室里画他的图形。士兵冲进后，脚踏声惊扰了他。这种惊扰，使他惊醒过来，愤怒喊道：“喂！你弄坏了我的图画，赶快跑开些！”结果，他的愤慨激怒了罗马兵，阿基米德便死于刀下。

## 规律
圆柱容球时，球直径与圆柱的高和底直径相等。设圆柱底半径为r，圆柱体积即为V柱=πr²×2r=2πr³。阿基米德发现并证明了球体积公式是V球={\textstyle {\frac {4\pi }{3}}}r³，所以V球=⅔V柱。即当圆柱容球时，球体积是圆柱体积的⅔。
此外，阿基米德还发现，圆柱容球时，球表面积正好也是圆柱表面积的⅔。